# Konstantin Kuczin
Konstantin Zacharowicz Kuczin (ros. Константин Захарович Кучин, ur. 8 września 1834 w Niżnym Nowogrodzie, zm. 9 grudnia/21 grudnia 1895 w Charkowie) – rosyjski lekarz, histolog i anatom.
Był uczniem Filippa Owsjannikowa na Uniwersytecie w Kazaniu. Od 1858 roku był asystentem w zakładzie histologii, w 1863 roku przedstawił dysertację doktorską. Od 1864 wykładał histologię, po podróży naukowej do Europy Zachodniej został profesorem nadzwyczajnym i profesorem zwyczajnym histologii, embriologii i anatomii porównawczej na Uniwersytecie w Kazaniu. Wprowadzał do Rosji nowe techniki histologiczne, tłumaczył z niemieckiego podręczniki Bollego i Schenka. Zajmował się przede wszystkim anatomią rdzenia kręgowego.

## Wybrane prace
- О строении спинного мозга речной миноги. Казань, 1863
- К вопросу о непрямом делении ядер. Санкт-Петербург: типо-лит. П.И. Шмидта, 1885
- Щенк С. Л. Основы нормальной гистологии человека для врачей и студентов (Перевод с немецк. под ред. профессора К. 3. Кучина). Харьков: изд. Д. И. Полуехтова, 1886.
- Бобрицкий К. И. О строении, развитии и регрессивном метаморфозе жировой ткани.  Д-р К.И. Бобрицкий; Из Гистол. лаб. проф. К.З. Кучина. Харьков: тип. А.Н. Гусева, б. В.С. Бирюкова, 1892